# 하이거 H5C
하이거 H5C(영어: Higer H5C)는 하이거에서 2004년 8월부터 생산 중인 승합차이다.

## 개요

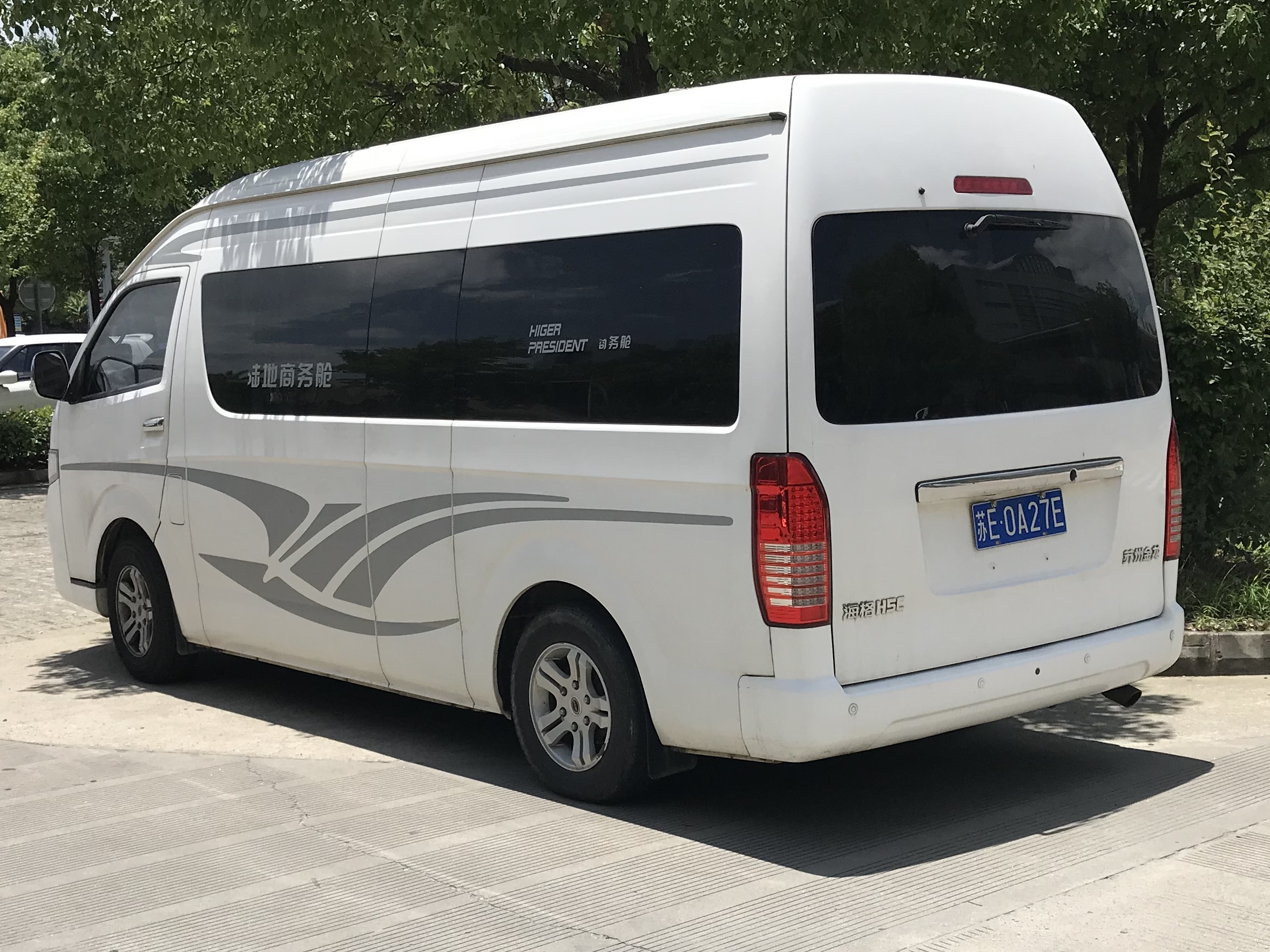
하이거 H5C의 후방

고성능 H5C 엔진 옵션에는 가솔린 엔진과 디젤 엔진이 모두 포함되어 있다. 가솔린 엔진 옵션은 2.4L 및 2.7L의 엔진 크기를 장착할 수 있으며 디젤 엔진 옵션은 2.5L 엔진 옵션이다.
프론트 서스펜션의 경우 더블 위시본 독립 서스펜션이고 리어 서스펜션의 경우 가변 속도 판스프링이다.
가격은 16,530위안에서 24,680위안이다.